# Peper Park
Il Peper Park è un parco del comune di Badia Calavena, in provincia di Verona.
PEPER sta per Parco delle Energie Pulite e Rinnovabili: è un'idea di promozione e valorizzazione del territorio, volta a favorire una crescita nel segno della sostenibilità e ad offrire un servizio di qualità sempre migliore ai propri ospiti e fruitori.

## Descrizione

### La Casa di Peper
La Casa di Peper, cuore dell'intero circuito del PEPER PARK, è una struttura polifunzionale realizzata dal Comune di Badia Calavena che ospita la sala microfunzionamenti delle energie rinnovabili, la sala conferenze, l'ostello, il bar-ristorante e il centro di informazioni turistiche.
Vi vengono svolte attività didattiche legate all'utilizzo delle energie rinnovabili e alla conoscenza del territorio con le sue risorse.

### I sentieri
Il Comune in collaborazione e stretta sinergia di sforzi e intenti con le Associazioni del territorio, la Scuola, Enti vari e privati, ha ripristinato, tabellato e segnalato in modo chiaro, una rete di 20 sentieri che copre l'intero territorio comunale. I sentieri, ispirati ai quattro elementi presocratici (terra, acqua, aria, fuoco) presentano diffi coltà diversa e possono essere percorsi a piedi, in bici o a cavallo.
Tra tutti merita una segnalazione particolare il sentiero "Cento Montagne", che congiunge la frazione di S. Andrea con il capoluogo: è un percorso sterrato lungo 3,5 km e attraversa prati e ciliegeti, costeggiando i boschi.
Il percorso è stato valorizzato e reso fruibile grazie al lavoro di allievi e insegnanti dell'Istituto Comprensivo “De Amicis”, con numerose tabelle didattico-informative su tematiche che riguardano aspetti storici, etnografi ci locali e con riproduzioni di alcune attività del passato (carbonara, calcara).